# Élie Lambert
Élie Lambert fou un historiador d'art i arqueòleg francès nascut el 1888 i mort el 1961.

## Els seus llibres
- Manuel d'archéologie française depuis les temps mérovingiens jusqu'à la renaissance. - L'art gothique (1930)
- Manuel d'archéologie française depuis les temps mérovingiens jusqu'à la renaissance. - L'art gothique en Espagne aux XIIè et XIIIè siècles (1931)
- Manuel d'archéologie française depuis les temps mérovingiens jusqu'à la renaissance. - Caen roman et gothique, ses abbayes et son château (1935)
- Le style gothique (1946)
- L'architecture des templiers (1955)
- Manuel d'archéologie française depuis les temps mérovingiens jusqu'à la renaissance - Etudes Médiévales (1956)
- Abbayes et cathédrales du Sud-Ouest (1958)
- L'art en Espagne et au Portugal
- L'art de l'islam occidental
- Les origines de la croisée d'ogives
- L'église et le couvent des Jacobins de Toulouse et l'architecture domonicaine en France
- L'architecture des Bénédictins en Normandie
- Monuments anciens de Normandie transformés ou disparus
- Roncevaux et ses monuments
- Bayonne ville d'art